# Mižerja
„Mižerja” – chorwackojęzyczny utwór chorwackiej grupy Klapa s Mora wydany w 2013 roku przez wytwórnię Croatia Records. Autorem piosenki jest Goran Topolovac, a producentem - Nikša Bratoš. Kompozycja został nagrany a cappella, w tradycyjnym stylu klapa, który został wpisany na listę arcydzieł ustnego i niematerialnego dziedzictwa ludzkości UNESCO.
Utwór reprezentował Chorwację podczas 58. Konkursu Piosenki Eurowizji w 2013 roku w szwedzkim Malmö.

## Historia utworu

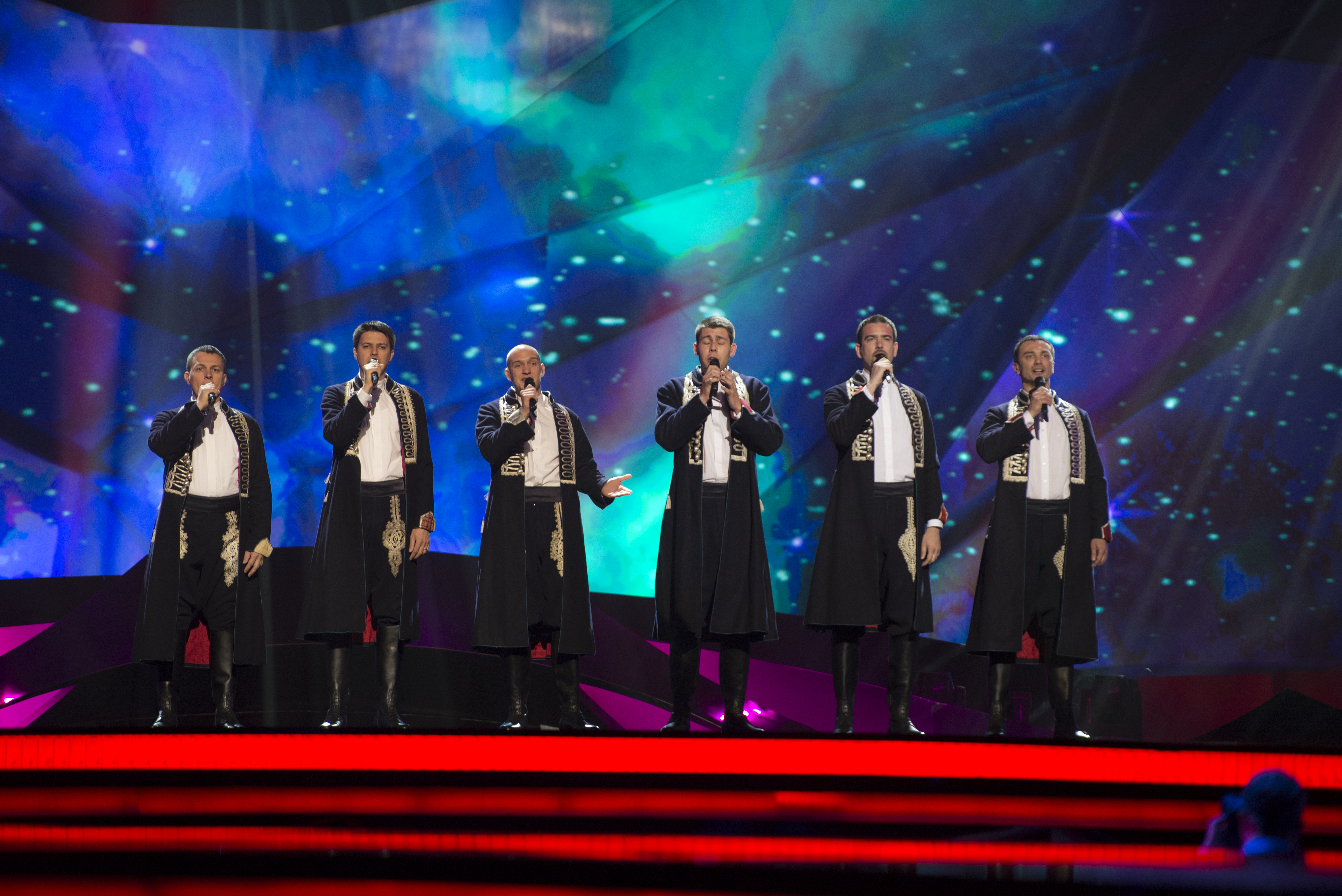
Klapa s Mora w trakcie wykonania „Mižerji” podczas 58. Konkursu Piosenki Eurowizji w 2013 roku w szwedzkim Malmö

### Nagranie
W nagraniu wzięło udział sześciu wokalistów:
- Wokal barytonowy: Leon Bataljaku, Nikša Antica
- Wokal basowy: Bojan Kavedžija, Ivica Vlaić
- Wokal tenorowy: Ante Galić, Marko Škugor

### Teledysk
W kwietniu 2013 roku zespół opublikował oficjalny teledysk do utworu „Mižerja”. Klip nagrywano w dwóch miastach w Dalmacji: Kašteli i Trogirze. Reżyserem został Zoran Nikolić.

### Konkurs Piosenki Eurowizji 2013
27 marca 2013 roku Klapa s Mora zaprezentowała premierowo utwór „Mižerja”, który został ogłoszony chorwackim reprezentantem podczas 58. Konkursu Piosenki Eurowizji w 2013 roku w szwedzkim Malmö. Zespół wystąpił 14 maja podczas pierwszego półfinału konkursu z czwartym numerem startowym. Singel nie awansował do finału, zdobywając 38 punktów i 13. miejsce.

## Wydanie na albumach
| Album                                | Data             | Wytwórnia | Format | Nr katalogowy | Nr utworu | Źródło |
| ------------------------------------ | ---------------- | --------- | ------ | ------------- | --------- | ------ |
| Eurovision Song Contest - Malmö 2013 | 29 kwietnia 2013 | Universal | 2 CD   | 373 575 2     | 19 (1CD)  | [ 9 ]  |